# Obiectivele de Dezvoltare Durabilă ale României
Obiectivele de Dezvoltare Durabilă ale României prezintă o imagine de ansamblu statistică a stării și progresului României către cele 17 ODD, bazată pe setul de indicatori ODD UE. Statutul fiecărui ODD este o agregare a tuturor indicatorilor unui obiectiv specific în raport cu celelalte state membre și media UE. Scorul de progres al statului membru se bazează pe ratele medii anuale de creștere ale tuturor indicatorilor evaluați în ODD în ultimii cinci ani.
O astfel de prezentare sintetizată permite o privire de ansamblu rapidă și ușoară și facilitează comunicarea. Cu toate acestea, implică riscul simplificării și ar putea ascunde detalii despre fenomenele subsecvente. Mai mult, trebuie reținut că statutul unei țări depinde într-o anumită măsură de condițiile sale naturale și de evoluțiile istorice. Prin urmare, ar trebui parcurse informațiile mai detaliate la nivel de indicator despre fiecare obiectiv de dezvoltare durabilă al țării respective, de la ODD 1 până la ODD 17. Date detaliate pentru indicatorii ODD ai UE la nivel de țară sunt disponibile pe site-ul web Eurostat, de exemplu în secțiunea constatări cheie și în vizualizarea de ansamblu a țării.
| Obiectivele de Dezvoltare Durabilă ale Uniunii Europene | Obiectivele de Dezvoltare Durabilă ale Uniunii Europene | Obiectivele de Dezvoltare Durabilă ale Uniunii Europene |
| ODD                                                     | ODD                                                     | Scurtă descriere |
| ------------------------------------------------------- | ------------------------------------------------------- | --- |
|                                                         | ODD 1                                                   | Fără sărăcie Fără sărăcie, în toate formele ei, pretutindeni |
|                                                         | ODD 2                                                   | Zero foamete Eliminarea foametei, asigurarea securității alimentare, îmbunătățirea nutriției și promovarea agriculturii durabile |
|                                                         | ODD 3                                                   | Sănătate și bunăstare Asigurarea unei vieți sănătoase și promovarea bunăstării tuturor, de toate vârstele |
|                                                         | ODD 4                                                   | Educație de calitate Asigurarea unei educații de calitate, incluzivă și echitabilă și promovarea oportunităților de învățare pe tot parcursul vieții, pentru toți                                                                                     |
|                                                         | ODD 5                                                   | Egalitatea de gen Realizarea egalității de gen și creșterea rolului tuturor femeilor și fetelor |
|                                                         | ODD 6                                                   | Apă curată și canalizare Asigurarea disponibilității și gestionarea durabilă a apei și apelor uzate pentru toți |
|                                                         | ODD 7                                                   | Energie curată și la prețuri accesibile Asigurarea accesului la energie accesibilă, fiabilă, durabilă și modernă pentru toți |
|                                                         | ODD 8                                                   | Muncă decentă și creștere economică Promovarea creșterii economice susținute, incluzive și durabile, a ocupării depline și productive a forței de muncă și a muncii decente pentru toți                                                               |
|                                                         | ODD 9                                                   | Industrie, inovare și infrastructură Construcția unei infrastructuri rezistente, promovarea industrializării incluzive și durabile și încurajarea inovației                                                                                           |
|                                                         | ODD 10                                                  | Reducerea inegalităților Reducerea inegalităților în interiorul țărilor și între acestea |
|                                                         | ODD 11                                                  | Orașe și comunități durabile Orașe și comunități incluzive, sigure, rezistente și durabile |
|                                                         | ODD 12                                                  | Consum și producție responsabile Asigurarea unor modele durabile de consum și producție |
|                                                         | ODD 13                                                  | Acțiune climatică Măsuri urgente pentru combaterea schimbărilor climatice și a impactului acestora |
|                                                         | ODD 14                                                  | Viața marină Conservarea și utilizarea durabilă a oceanelor, mărilor și resurselor marine pentru o dezvoltare durabilă |
|                                                         | ODD 15                                                  | Viața terestră Protejarea, restaurarea și promovarea utilizării durabile a ecosistemelor terestre, gestionarea durabilă a pădurilor, combaterea deșertificării, oprirea și inversarea degradării terenurilor și oprirea pierderii biodiversității     |
|                                                         | ODD 16                                                  | Pace, justiție și instituții puternice Promovarea societăților pașnice și incluzive pentru dezvoltarea durabilă, asigurarea accesului la justiție pentru toți și construirea unor instituții eficiente, responsabile și incluzive la toate nivelurile |
|                                                         | ODD 17                                                  | Parteneriate pentru obiective Consolidarea mijloacelor de implementare și revitalizarea parteneriatului global pentru dezvoltare durabilă |

### Interpretarea graficului
Starea unui anumit ODD este un scor agregat care cuprinde toți indicatorii acelui obiectiv, pe baza celor mai recente date (referitoare în principal la 2021 și 2022). Progresul este un scor agregat al ratelor de creștere pe termen scurt (cinci ani) pentru toți indicatorii evaluați pentru fiecare obiectiv.  În general, scorul statutului unei țări este o măsură relativă, care arată poziția sa în raport cu alte state membre și cu media UE. Prin urmare, un statut ridicat nu înseamnă că o țară este aproape de a atinge un anumit ODD, ci că a atins un statut mai înalt decât multe alte state membre. Pe de altă parte, scorul de progres al unei țări este o măsură absolută bazată pe tendințele indicatorului din ultimii cinci ani, iar calculul acestuia nu este influențat de progresul realizat de alte state membre. Axa verticală prezintă starea ODD-urilor asumate de țara prezentată în raport cu celelalte state membre și cu media UE. ODD-urile din partea superioară a graficului au un statut peste media UE, iar pentru ODD-urile din partea inferioară statutul este sub media UE. Partea dreaptă a graficului afișează ODD-urile în care țara a făcut progrese, în timp ce partea stângă indică îndepărtarea față de ODD. Rezultă patru „cadrante” care pot fi caracterizate după cum urmează:
| III | I  |
| IV | II |
| I țara progresează către aceste ODD, iar media valorilor indicatorilor este peste media UE, deci țara depășește din ce în ce mai mult media UE,                                                  |    |
| II țara progresează către aceste ODD, dar media valorilor indicatorilor este sub media UE, deci chiar dacă înregistrează un progres, țara rămâne din ce în ce mai mult în urmă față de media UE, |    |
| III țara se îndepărtează de aceste ODD, dar media valorilor indicatorilor este peste media UE, deci țara pierde din avansul față de media UE,                                                    |    |
| IV țara se îndepărtează de aceste ODD, iar media valorilor indicatorilor este sub media UE, deci țara rămâne din ce în ce mai mult în urmă față de media UE.                                     |    |

## Progresul realizat de România în atingerea ODD
Sursa: Eurostat
| ODD | ODD    | Scor de stare | Scor de progres |
| --- | ------ | ------------- | --------------- |
|     | ODD 1  | -59,98        | 4,2             |
|     | ODD 2  | -14,31        | 0,0             |
|     | ODD 3  | -43,09        | 1,5             |
|     | ODD 4  | -94,49        | 0,0             |
|     | ODD 5  | -7,18         | -0,2            |
|     | ODD 6  | -80,72        | 2,3             |
|     | ODD 7  | 27,68         | -1,7            |
|     | ODD 8  | -57,30        | 2,7             |
|     | ODD 9  | -27,57        | -1,3            |
|     | ODD 10 | -             | -               |
|     | ODD 11 | -36,88        | 1,5             |
|     | ODD 12 | -36,88        | 1,5             |
|     | ODD 13 | -3,71         | -1,5            |
|     | ODD 14 | 58,67         | 5,0             |
|     | ODD 15 | -25,89        | 1,2             |
|     | ODD 16 | -43,44        | 0,8             |
|     | ODD 17 | 31,03         | 1,0             |

Sursa: Eurostat